# Сообщество центров медитации Тергар
Сообщество центров медитации Тергар — сообщество изучения и практики Буддийской медитации, возглавляемое тибетским мастером медитации и автором нескольких книг — бестселлеров Йонге Мингьюром Ринпоче. Название «Тергар» (གཏེར་སྒར་) означает — «Лагерь Открывателей Сокровищ».

## История возникновения
Тергар ведёт своё происхождение в основном из субшколы Карма тибетского буддизма линии Кагью, и в меньшей степени школы линии Ньингма. В тибетском языке слог «Тер» переводится, как «сокровище», что означает, практики и мудрость, необходимые для раскрытия огромного внутреннего потенциала человека, облегчения страданий и достижения просветления. Слог «Гар» означает сбор или лагерь. Таким образом, «Тергар» — это место, где люди собираются, чтобы сделать возможными трансформации.
Учения линии Карма Кагью передавались через Кармап и тулку Тай Ситу Ринпоче и Мингьюра Ринпоче. Учения линии Ньингма были переданы посредством терма.
Первая школа Тергар была основана в конце 17 века странствующим йогином — 1-м Мингьюром Ринпоче, и двумя его сыновьями — тулку. Сначала ученики собирались в палаточном лагере (гаре), а затем в монастыре Тергар Ригзин Качолинг, который они построили, в восточной части Тибета, рядом с Гэнцином. Его сыновья покинули монастырь, но 1-й Мингьюр Ринпоче продолжал давать учения — терма Пема Бенза, Дордже Дроло, Союз Мудрости и Метод продления жизни, открывателями и держателями которых были тулку Тай Ситу Ринпоче и главы школы Карма Кагью — Кармапы. Однако, тексты об истории и ранней линии передачи Тергар были утрачены во время китайской оккупации Тибета.
Монастырь Тергар Ригзин Качолинг включал в себя женскую обитель, небольшую шедру и 2 ретритных центра.
Другой монастырь Намлонг Гомпа, был основан 6-м Мингьюром Ринпоче, под руководством которого шло обучение более чем 100 монахов и 60 монахинь до того момента, как он покинул Тибет и отправился в изгнание вместе с 16-м Кармапой.
Во время оккупации монастырь был разграблен, а Газе Ринпоче — тулку старшего сына 1-го Мингьюра Ринпоче, оставшийся в монастыре, был заключён в тюрьму. Он был освобождён из заключения в 1982 году и вместе Пема Карпо Ринпоче начал восстанавливать монастырь, вместе с ретритным центром и храмом.
Отец 7-го и ныне здравствующего Мингьюра Ринпоче — Тулку Ургьен Ринпоче, вместе с другими учителями и мастерами школ Кагью и Ньингма продолжил традицию обучения, принятую в Тергаре, включая учения Дзогчен Десум и терма известнейшего тертона Чокгьюр Лингпа.
Семья Тулку Ургьена Ринпоче была главным держателем традиции субшколы Баром Кагью и также была плотно связана с линией Карма Кагью.
Также он продолжал традицию 3 великих мастеров школы Нигма — Джамгон Конгтрула, Джамьянга Кхьенце Вангпо, Чокгьюр Лингпы.
7-й Мингьюр Ринпоче, родившийся в 1975 году в семье Тулку Ургьена Ринпоче, ставшего вместе Нешул Кэн Ринпоче (Nyoshül Khenpo Rinpoche) основными учителями Мингьюра Ринпоче в традиции школы Ньингма, учения линии Кагью были переданы Тай Ситу Ринпоче и Сэлдже Ринпоче. Известный, как автор 2 книг, ставшими бестселлерами в США и изданных в России под названиями «Будда, мозг и нейрофизиология счастья» и «Радостная мудрость», Мингьюр Ринпоче следует современному пути представления буддисткой философии и практики внимания, сострадания и доброты широкому кругу слушателей принадлежащим к различным религиозным конфессиям и убеждениям.

## Миссия
Сделать древнюю практику медитации доступной современному миру, использовать вековой опыт практиков медитации для трансформации страданий в радость и омрачений в мудрость.

## Программы обучения медитации
Программы обучения по которым идут занятия в группах и медитативных центрах Тергар рассчитаны, как на не буддистов, так и на буддистов.
Базовое обучение начинается с 3 семинаров программы «Радость жизни», в ходе которой слушатели изучают, как использовать медитацию, чтобы «успокоить ум, открыть сердце и развить проницательность». Затем следует «Путь освобождения», с помощью которого слушатели смогут понять причины страданий живых существ и ощутить глубину осознанности.

## Организационная структура

### Руководство
В состав международного совета директоров ориентировочно с ноября 2019 года входит Динара Токтосунова, руководитель пропагандистских агентств Ruptly и Viory, включена в санкционный список Украины 15 января 2023 года.

### Программы, семинары и группы практики
Сообщество центров медитации Тергар и группы практики проводят семинары, обучение и сессионные занятия медитацией. Тергар Интернешнл разрабатывает, развивает методические программы, готовит и внедряет материалы для обучения и практики для всех регионов мира, за исключением Азии. Международной и издательской деятельностью занимается Фонд Йонге, основанный Мингьюром Ринпоче в 2003 году.
Центры медитации и группы практики существуют в США, Канаде, Мексике, Бразилии, Дании, Франции, Германии, Испании, Великобритании, России, Украине, Индии, Непале, Малайзии, Гонконге, Индонезии, Тайване, Сингапуре и Австралии.

## Книги
- Йонге Мингьюр Ринпоче. Будда, мозг и нейрофизиология счастья. Как изменить жизнь к лучшему.
- Йонге Мингьюр Ринпоче. Радостная мудрость. Принятие перемен и обретение свободы.